# Гвельфський університет
Гвельфський університет (англ. University of Guelph) — канадський заклад вищої освіти, розташований у місті Гвельф (провінція Онтаріо). Університет, попередниками якого були Онтарійський сільськогосподарський коледж та Онтарійський ветеринарний коледж, офіційно засновано 1964 року. В другому десятилітті XXI століття до складу університету входять сім академічних коледжів та низка професійних шкіл, у яких навчається понад 26 тис студентів. Гвельфський університет посідає перше місце серед вишів Канади, які не мають власного медичного факультету, за кількістю грошей, що інвестуються в дослідницьку роботу ; основна маса досліджень ведеться в галузі сільського господарства та виробництва харчових продуктів.

## Історія
1874 року уряд провінції Онтаріо заснував Сільськогосподарську школу Онтаріо, відвівши під її потреби сільськогосподарські землі площею 500 акрів (близько 200 га). 1880 року школу перейменовано на Сільськогосподарський коледж Онтаріо, а від 1888 року ця організація стала філією Торонтського університету. 1903 року в рамках коледжу створено відділення домашнього господарства — Інститут Макдональда, який отримав назву на честь філантропа Вільяма Крістофера Макдональда, який пожертвував гроші на його заснування.
1862 року в Торонто ветеринар Ендрю Сміт відкрив Ветеринарний коледж Онтаріо. 1919 року цей коледж також став філією Торонтського університету, а 1922 року був перебазований до Гвельфа, розділивши з Сільськогосподарським коледжем Онтаріо територію одного кампусу. Сільськогосподарський та ветеринарний коледжі існували незалежно один від одного до їх об'єднання 1964 року у Гвельфський університет. Інститут Макдональда включено до його складу як третій незалежний компонент; крім того, до них додано відкритий того ж року Веллінгтон-коледж, який пропонує академічні ступені в галузі гуманітарних та точних наук. 1969 року Веллінгтон-коледж розділено на три — гуманітарних наук, фізики та суспільних наук, а Інститут Макдональда перетворено на Коледж вивчення сім'ї та споживачів.
За п'ять десятиліть існування Гвельфського університету в ньому підготовлено понад 120 тис випускників, які проживають у 150 країнах.

## Структура
До складу Гвельфського університету на початок XXI століття входили шість факультетів та академічних коледжів:
- сільськогосподарський
- ветеринарний
- інженерно-фізичний
- біологічний
- гуманітарних наук
- суспільних наук та прикладних наук про людину (утворений злиттям 1998 року факультету суспільних наук та факультету наук про сім'ю та споживчу культуру).

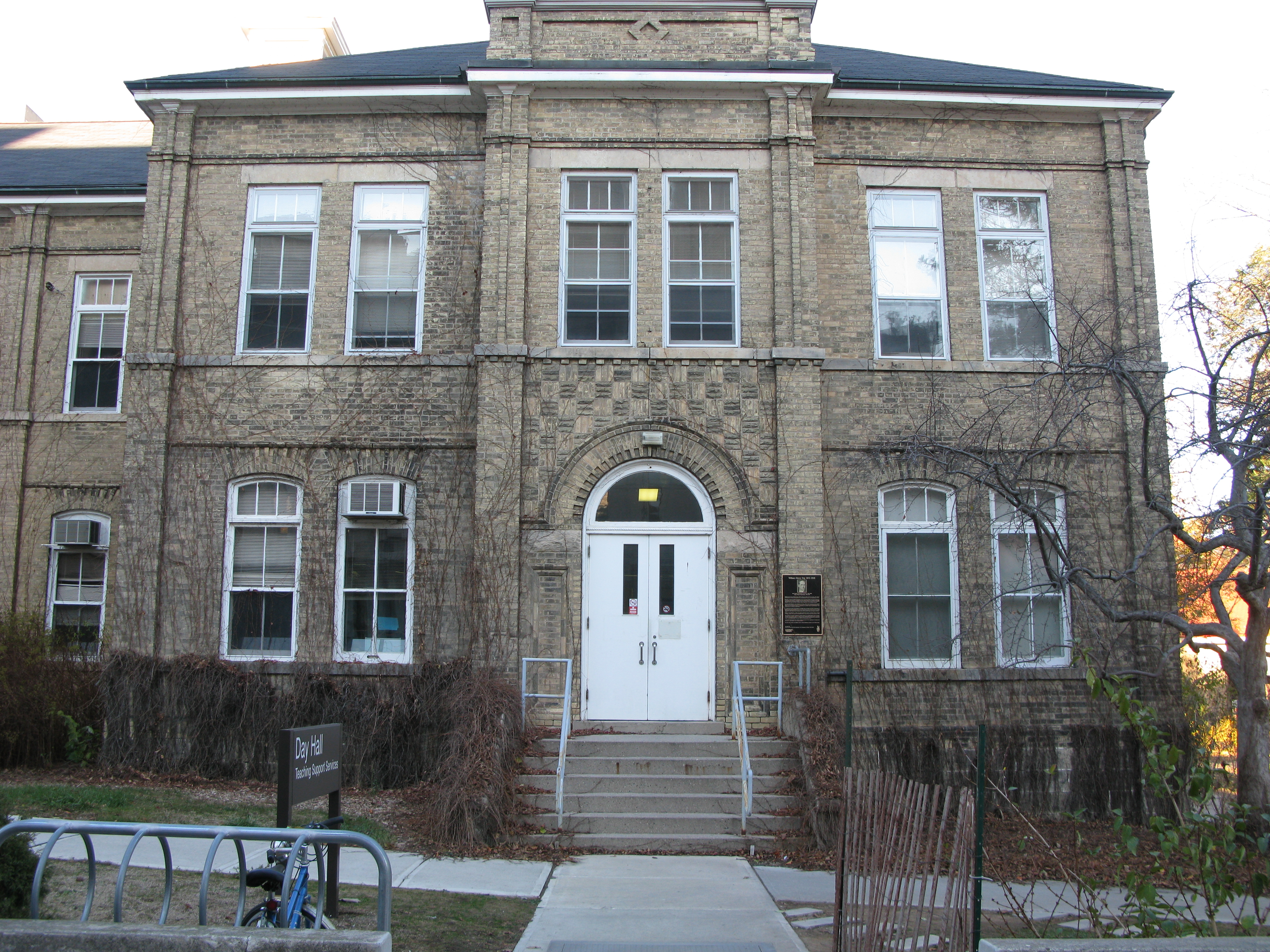
Дей-хол, побудований 1895 року — одна з найстаріших будівель університету

2006 року до них додався коледж управління та економіки (від 2014 року — коледж бізнесу та економіки). Крім цього, до складу Гвельфського університету входять школи сільськогосподарського планування та розвитку, садово-паркової архітектури, додаткової сільськогосподарської освіти та управління готельним і харчовим бізнесом. Число студентів, які здобувають освіту в Гвельфському університеті в рамках першого академічного ступеня, становить близько 26 тис (з них 2,7 тис у заочному або вечірньому режимі навчання); з урахуванням вищих ступенів загальна кількість студентів університету наближається до 28 тис.
Університет має три кампуси, головний з яких розташований у Гвельфі. Два інші кампуси розташовані в Торонто (на базі Гамбер-коледжу, який пропонує спільну чотирирічну академічну програму з Гвельфським університетом за сімома спеціальностями, серед яких ранній розвиток дитини та кінезіологія) та в Ріджтауні (Онтаріо). Територія головного кампусу перевищує 4 км² і включає дендрарій площею 330 акрів (134 га), що має 40 колекцій рослин.

## Наукова робота

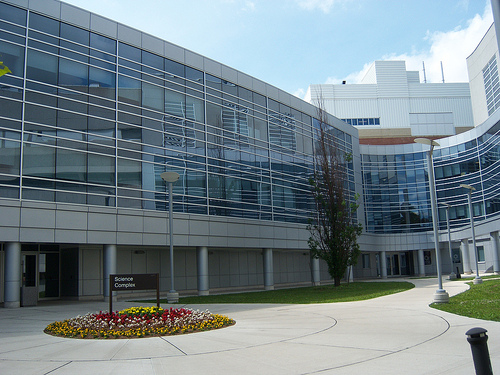
Нова будівля Наукового комплексу Гвельфського університету відкрилася 2007/2008 навчального року

Гвельфський університет посідає перше місце серед канадських вишів без власних медичних шкіл за обсягом асигнувань на наукові дослідження. На рік на дослідницьку роботу в університеті виділяється більш ніж по 190 тис доларів на кожного штатного члена дослідницько-викладацького складу, або понад 80 млн доларів загалом. 2012 року повідомлено, що в новому рейтингу «найвинахідливіших канадських університетів», що визначається за такими параметрами як кількість опублікованих винаходів на члена штату та на мільйон доларів витрат на дослідження, Гвельфський університет посів перше місце, за першим критерієм удвічі перевищуючи середній результат по країні, а за другим випереджаючи наступний виш у списку на 50 %.
Значна частина коштів на дослідження надходить у рамках співпраці університету з Міністерством сільського господарства та харчової промисловості Онтаріо (англ. Ontario Ministry of Agriculture, Food and Rural Affairs, OMAFRA). Науковці Гвелфського університету здобули високу репутацію в таких галузях, як виробництво харчових продуктів, ветеринарія, дієтотерапія, планування сім'ї, екологія, розвиток та планування сільського господарства, а також шотландська історія та театр. Спільно з Університетом Ватерлоо ведуться дослідження в галузі фізики, хімії, біотехнологій та психології, з Університетом Макмастера — в галузі філософії, суспільної політики та управління, а з Університетом Вілфріда Лор'є — в галузі історії. Декілька дослідницьких інститутів та лабораторій, які раніше входили до структури Гвелфського університету, нині працюють самостійно, але в тісному контакті з ним; серед них Канадський центр токсикології, Гвельфський центр харчових технологій, Інститут іхтіології, Гвельфський інститут дерну, Центр Джорджа Морріса і Центр сімейної терапії. Серед співробітників гуманітарної секції університету — письменниця, офіцерка Ордена Канади Джейн Уркухарт і викладач театрального мистецтва драматург і актор Скай Джілберт.

## Репутація
Завдяки значним асигнуванням на наукову роботу Гвельфський університет займає високі місця в щорічному рейтингу канадських дослідницьких вишів від журналу Maclean's; так, у рейтингу 2016 року він посів четверте місце, а за рік до цього — п'яте. У голосуванні студентів університет зайняв друге місце в Канаді. У підготовленому газетою Globe and Mail огляді канадських вишів потрапив до першої трійки серед університетів середнього розміру (зі щорічним набором від 10 до 22 тис студентів) за 15 із 19 показників, у п'яти з них посівши перші місця.
У міжнародних рейтингах вишів Гвельфський університет 2016 року, згідно з Шанхайським рейтингом університетів світу, посідав місця в четвертій сотні (14—16-е місце в Канаді), та в діапазоні 351—400 місць згідно з газетою Times.